# Mikk
Mikk ist als eine Kurzform von Mihkel (dt. Michael) ein estnischer männlicher Vorname.

## Bekannte Namensträger
- Mikk Murdvee (* 1980), estnischer Dirigent, Violinist und Schriftsteller
- Mikk Pahapill (* 1983), estnischer Leichtathlet
- Mikk Reintam (* 1990), estnischer Fußballspieler
- Mikk Titma (* 1939), estnischer Soziologe und Hochschullehrer

## Weiteres
- MiKK ist die Abkürzung für Mediation bei internationalen Kindschaftskonflikten